# Sistema AB0 e malattie infettive
La classificazione della popolazione secondo il sistema AB0 permette una correlazione con le malattie infettive; è stata segnalata, infatti, nei soggetti con gruppo 0 una maggiore resistenza alle malattie infettive (ad eccezione delle malattie gastrointestinali associate a H. pylori), mentre i portatori degli agglutinogeni A, B, AB sono più suscettibili allo sviluppo di malattie infettive, cardiovascolari e cancerose.

## Storia
Già intorno gli anni 80 si era compreso, attraverso indagini antropologiche, che la distribuzione geografica e razziale dei gruppi sanguigni umani riflette la suscettibilità delle popolazioni con gruppi sanguigni specifici alla peste, al colera, al vaiolo, alla malaria e ad altre malattie infettive.
Più di recente sempre maggiore prove scientifiche mostrano una relazione tra il sistema AB0 e l'infezione da SARS-CoV-2: gli individui di gruppo sanguigno A sono a maggior rischio di COVID-19.

## Fisiopatologia
È noto come determinanti antigenici dei vari gruppi sanguigni sono presenti non solo sulla membrana eritrocitaria ma anche su altre cellule e tessuti: piastrine, epitelio gastrointestinale e ghiandole salivari, cellule dell'apparato respiratorio.
Inoltre è noto che gli antigeni dei gruppi sanguigni degli eritrociti sono l'espressione immunologica di strutture di membrana polimorfiche che sono biologicamente attive. Alcune di queste strutture sono state identificate come proteine di trasporto, enzimi o recettori specifici per agenti infettivi.